# Ривертон-Булевард Парк (Вашингтон)
Ривертон-Булевард Парк (енгл. Riverton-Boulevard Park) насељено је место без административног статуса у америчкој савезној држави Вашингтон.

## Демографија
По попису из 2000. године број становника је 11.188.
| Група             | 2000.         | 2010.    |
| Белци             | 6.293 (56,2%) | 0 (0,0%) |
| Афроамериканци    | 929 (8,3%)    | 0 (0,0%) |
| Азијати           | 1.342 (12,0%) | 0 (0,0%) |
| Хиспаноамериканци | 1.755 (15,7%) | 0 (0,0%) |
| Укупно            | 11.188        | 0        |